# Флаг Нового Орлеана
Флаг Нового Орлеана — официальный символ города Новый Орлеан штата Луизиана Соединённых Штатов Америки.
Представляет собой белое полотнище, наверху которого находится красная полоса и внизу — тёмно-синяя. В центре располагаются три золотистые геральдические лилии. Белое поле символизирует справедливость и правительство, синяя полоса означает свободу, красная — братство. Эти же цвета используются на флаге Франции. Три лилии, расположенные в форме треугольника, олицетворяют Новый Орлеан на принципах управления, свободы и братства, а также демонстрируют французское наследие города и его прочные связи с Францией.
Флаг принят городским советом в январе 1918 года, чему предшествовал конкурс на проект флага по случаю 200-летия города, собравший около 400 работ. Победителем стал проект Бернарда Барри — гравёра компании A. B. Griswold & Co., ответственного за цвета, и Гюстава Куре — чертёжника архитектурной фирмы Diboll, Owen & Goldstein, которому приписывается идея геральдических лилий.
В 2004 году Североамериканская вексиллологическая ассоциация поставила флаг Нового Орлеана на 16-е место в списке 150 лучших флагов городов США.